# Пашківка (Кременчуцький район)
Пашкі́вка — село в Україні, у Козельщинській селищній громаді Кременчуцького району Полтавської області. Населення становить 443 особи. До 2017 орган місцевого самоврядування — Пашківська сільська рада.

## Географія
Село Пашківка знаходиться на відстані 1,5 км від сіл Пригарівка та Ольгівка. До села примикає великий садовий масив.

## Історія
Село склалося з багатьох кутків-хуторів та самостійних сіл, які ведуть свій початок з 18 ст., інші з 19 ст. Це Бажникі, Кушки, Костини, Пашківка, Сохинівка, Старчики, Тристани та інші. Центром об'єднання стали Пашківка й Сохинівка. Обидва Кобелячківської волості Кременчуцького повіту. На час ревізії 1859 р.  - 8 дворів та 55 жителів, у Сохинівці - 7 дворів та 33 жителі. 
За переписом 1900 року Пашківка, що входила до Кобелячківської громади селян-власників разом з прилеглим хутором Новоселівка мала 16 дворів. 
1910 р.  - 12 господарств та 61 житель. 
Радянський режим проголошено в січні 1918 року. У березні 1923 Пашківка з прилеглими хуторами увійшла до складу Осначе-Старчиківської сільради Потіцького району Кременчуцького округу (існ. до 1930).
На 17.ХІІ. 1926 р. було 23 двори та 138 жителів. З кінця 30-х років починаєтся укрупнення хуторів. Пашківка, Бражники, Кушки, Сохинівку і Тристани віднесено до Пригарівської сільради. 
У період німецько-фашиської окупації (12.ІХ.1941 - 25.ІХ.1943) гітлерівці вивезли на примусові роботи до Німеччини 8 жителів Пашківки, і 3-х жителів Сохинівки. 
У 50-х. роках до Пашківки включено хутори Бражники, Кушки, Сохинівка, Тристани. Центром Пашківки стала територія кол. Сохинівки.  
12 червня 2020 року, відповідно до розпорядження Кабінету Міністрів України № 721-р «Про визначення адміністративних центрів та затвердження територій територіальних громад Полтавської області», село увійшло до складу Козельщинської селищної громади.
19 липня 2020 року, в результаті адміністративно - територіальної реформи та ліквідації Козельщинського району, село увійшло до складу новоутвореного Кременчуцького району.

## Економіка
- ПП «Пашківське».
- ПП «Щерба».
- ПП «Булах».